# طلالی‌ها
طلالی‌ها (نام علمی: Rastrelliger) نام یک سرده از تیره تن‌ماهیان است.

## گونه‌ها
- ماهی خال‌خالی کوتاه‌قد، R. brachysoma (Bleeker, 1851).
- ماهی خال‌خالی جزیره، R. faughni Matsui, 1967.
- طلال، R. kanagurta (ژرژ کوویه، 1816).